# Cupa României la Hochei pe gheață
Der Cupa României la Hochei pe gheață ist der nationale Pokalwettbewerb in Rumänien im Eishockey.

## Titelträger
(soweit bekannt)
| Saison          | Pokalsieger                 | Silber                      | Bronze                   |
| --------------- | --------------------------- | --------------------------- | ------------------------ |
| 1969            | CSA Steaua Bukarest         |                             |                          |
| 1973            | CSA Steaua Bukarest         |                             |                          |
| 1974            | CSA Steaua Bukarest         |                             |                          |
| 1975            | CSA Steaua Bukarest         |                             |                          |
| 1976            | CSA Steaua Bukarest         |                             |                          |
| 1977            | CSA Steaua Bukarest         |                             |                          |
| 1978            | CSA Steaua Bukarest         |                             |                          |
| 1980            | CSA Steaua Bukarest         |                             |                          |
| 1981            | CSA Steaua Bukarest         |                             |                          |
| 1982            | CSA Steaua Bukarest         |                             |                          |
| 1984            | CSA Steaua Bukarest         |                             |                          |
| 1985            | CSA Steaua Bukarest         |                             |                          |
| 1986            | CSA Steaua Bukarest         |                             |                          |
| 1987            | CSA Steaua Bukarest         |                             |                          |
| 1988            | CSM Dunărea Galați          |                             |                          |
| 1989            | CSA Steaua Bukarest         |                             |                          |
| 1990 (Frühjahr) | CSA Steaua Bukarest         |                             |                          |
| 1990 (Herbst)   | CSA Steaua Bukarest         |                             |                          |
| 1991            | CSA Steaua Bukarest         |                             |                          |
| 1992            | CSA Steaua Bukarest         |                             |                          |
| 1993            | CSA Steaua Bukarest         |                             |                          |
| 1994            | CSA Steaua Bukarest         |                             |                          |
| 1995            | CSA Steaua Bukarest         |                             |                          |
| 1996            | CSA Steaua Bukarest         |                             |                          |
| 1997/98         | CSA Steaua Bukarest         |                             |                          |
| 1998/99         | CSA Steaua Bukarest         |                             |                          |
| 1999/2000       | CSA Steaua Bukarest         | SC Miercurea Ciuc           | Progym-Apicom Gheorgheni |
| 2000/01         | CSA Steaua Bukarest         | SC Miercurea Ciuc           | nicht ausgespielt        |
| 2001/02         | SC Miercurea Ciuc           | CSA Steaua Bukarest         | Progym-Apicom Gheorgheni |
| 2002/03         | CSA Steaua Bukarest         | SC Miercurea Ciuc           | nicht ausgespielt        |
| 2003/04         | SC Miercurea Ciuc           | CSA Steaua Bukarest         | nicht ausgespielt        |
| 2004/05         | CSA Steaua Bukarest         | SC Miercurea Ciuc           | nicht ausgespielt        |
| 2005/06         | CSA Steaua Bukarest         | SC Miercurea Ciuc           | nicht ausgespielt        |
| 2006/07         | SC Miercurea Ciuc           | CSA Steaua Bukarest Rangers | CS Progym Gheorgheni     |
| 2007/08         | SC Miercurea Ciuc           | CSA Steaua Bukarest Rangers | SC Miercurea Ciuc        |
| 2008/09         | CSA Steaua Bukarest         | SCM Fenestela 68 Brașov     | SC Miercurea Ciuc        |
| 2009/10         | SC Miercurea Ciuc           | CSA Steaua Bukarest Rangers | nicht ausgespielt        |
| 2010/11         | SC Miercurea Ciuc           | ASC Corona 2010 Braşov      | CSM Dunărea Galaţi       |
| 2011/12         | CSA Steaua Bukarest Rangers | ASC Corona 2010 Braşov      | nicht ausgespielt        |
| 2012/13         | ASC Corona 2010 Brașov      | HSC Csíkszereda             | Steaua Bukarest Rangers  |
| 2013/14         | HSC Csíkszereda             | ASC Corona 2010 Braşov      | nicht ausgespielt        |
| 2014/15         | ASC Corona 2010 Braşov      | HSC Csíkszereda             | Steaua Bukarest Rangers  |
| 2015/16         | HSC Csíkszereda             | Steaua Bukarest Rangers     | CSM Dunărea Galaţi       |
| 2016/17         | CSM Dunărea Galaţi          | HSC Csíkszereda             | ASC Corona 2010 Braşov   |
| 2017/18         | HSC Csíkszereda             | ASC Corona 2010 Braşov      | Progym Gheorgheni        |
| 2018/19         | HSC Csíkszereda             | Progym Gheorgheni           | ASC Corona 2010 Braşov   |
| 2019/20         | Saison abgebrochen          |                             |                          |
| 2020/21         | ASC Corona 2010 Braşov      | HSC Csíkszereda             | CSM Dunărea Galaţi       |